# Toni Popadić
Toni Popadić (* 5. November 1994 in Dubrovnik) ist ein kroatischer Wasserballspieler. Er war mit der kroatischen Nationalmannschaft Olympiazweiter 2024. Bei Europameisterschaften gewann er einmal Gold und einmal Silber.

## Sportliche Karriere
Toni Popadić spielte 2024 bei VK Jug Dubrovnik.
Der 2,05 Meter große Torhüter ist in der Nationalmannschaft zweiter Torhüter hinter Marko Bijač. 2022 fand zunächst die Weltmeisterschaft in Budapest statt. Die Kroaten siegten im Viertelfinale über Serbien und unterlagen im Halbfinale den Spaniern. Das Spiel um den dritten Platz gegen die Griechen endete 7:9. Zwei Monate später waren die Kroaten in Split Gastgeber der Europameisterschaft 2022. Nach einem 11:10 über Italien im Halbfinale gewannen die Kroaten das Endspiel mit 10:9 gegen die Ungarn. 2023 wurde die Weltmeisterschaft in Fukuoka ausgetragen. Die Kroaten waren in der Vorrunde Gruppenzweite geworden und verpassten mit einer 12:13-Niederlage gegen Montenegro den Einzug ins Viertelfinale. In den Platzierungsspielen erreichten sie den neunten Platz. Im Januar 2024 bei der Europameisterschaft 2024 gewannen die Kroaten im Viertelfinale gegen Griechenland und bezwangen im Halbfinale die Ungarn mit 11:8. Im Finale unterlagen die Kroaten den Spaniern mit 10:11. Einen Monat später fehlte Popadić bei der Weltmeisterschaft in Doha wegen einer Verletzung. Bei den Olympischen Spielen 2024 in Paris belegten die Kroaten in der Vorrunde den vierten Platz. Im Viertelfinale besiegten sie die Spanier und im Halbfinale die Ungarn. Im Finale trafen sie auf Serbien, den Vierten der anderen Vorrundengruppe, und unterlagen 11:13. Marko Bijač spielte im Finale 20:25 Minuten. In den anderen 11:35 Minuten hütete Toni Popadić das kroatische Tor, er konnte drei von sieben Würfen abwehren.